# Lohale
La Lohale, aussi appelée Aruwimi, est une rivière de la république démocratique du Congo, qui coule dans le nord et le nord-est du pays, en Province orientale. C'est un affluent du fleuve Congo en rive droite. Son cours supérieur porte le nom d'Ituri.

## Géographie
L'Ituri prend naissance dans la région de savanes située au nord du bassin de la rivière Kibale. Il coule alors principalement vers le sud-ouest jusqu'à ce qu'il soit rejoint par la rivière Shari qui coule près de Bunia. Il vire alors vers l'ouest et traverse la légendaire forêt de l'Ituri. Il devient Lohale à partir du confluent avec la rivière Nepoko (ou Nepoki) au niveau de la ville de Bomili. Toujours orienté vers l'ouest, la Lohale se jette dans le fleuve Congo en rive droite à Basoko.
Sa longueur totale (y compris l'Ituri) est d'environ 1.300 kilomètres. Au niveau de son embouchure dans le fleuve, sa largeur atteint 1 500 mètres.
Le bassin versant de l'Ituri/Lohale est presque entièrement recouvert d'une forêt dense, et seuls quelques villages peuplent ses rives.

## Affluents
Les affluents principaux de la Lohale sont :
- Le Nepoko (Nepoki)

Les affluents principaux de l’Ituri sont :
- Adusa
- La Lenda
- Esaye
- Makoya
- Epulu
- Belue

## Localités traversées
- Banalia, Panga, Bafwangbe, Bomili, Avakubi, Teturi, Bunia

## Histoire
Les sources de la rivière ont été découvertes par Wilhelm Junker et Friedrich Bohndorff à la fin du XIXe siècle.